# Jüdische Gemeinde Fischach

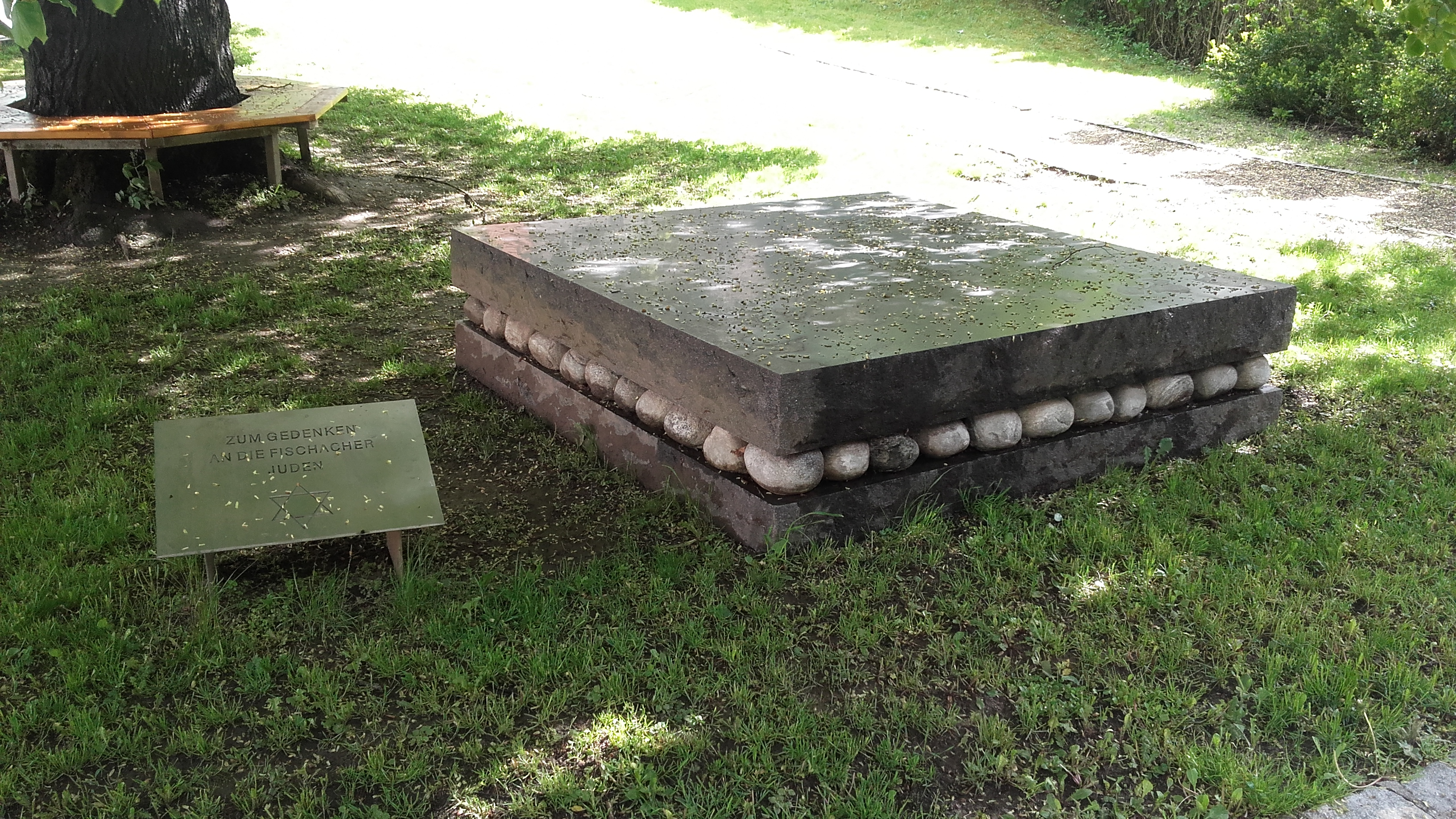
Denkmal für die Fischacher Juden bei der Thoma-Linde

Die jüdische Gemeinde Fischach nahm um 1570 mit der Ansiedlung von mehreren Familien ihren Anfang und sie bestand bis zur Deportation im Jahre 1942. Erhaltene Bauten, wie etwa der Friedhof oder das Schul- und Rabbinatsgebäude, erinnern bis heute an die einst blühende jüdische Gemeinde in dem schwäbischen Ort. Zeitweise waren etwa die Hälfte der Einwohner Fischachs Juden.

## Geschichte
Nachdem die Juden im 15. und 16. Jahrhundert aus der Reichsstadt Augsburg und dem Herzogtum Bayern vertrieben wurden, zogen sie unter anderem in einige Dörfer der österreichischen Markgrafschaft Burgau. Zu diesen Dörfern zählte auch Fischach. So erteilte die Landesherrschaft 1570 dort die Erlaubnis zur Ansiedlung von drei jüdischen Familien. Die weiteren Aufzeichnungen sind allerdings lückenhaft. Bekannt ist, dass zur Zeit des Dreißigjährigen Krieges einige oder alle Juden Fischach im Jahre 1632 verließen und Schutz hinter der Augsburger Stadtmauer suchten. Bis spätestens 1646 kamen jedoch wieder Juden nach Fischach. Erstmals 1678 lässt sich ein Ortsrabbiner nachweisen.
Rund um den so genannten Judenhof entstand daraufhin durch Zuzug im Laufe der Jahre eine große jüdische Gemeinde. So konnte im Jahre 1739 trotz Widerstand im Ort eine Synagoge errichtet werden. Bereits seit 1720 bestand ein Ritualbad (Mikwe). 1774 erfolgte zudem die Anlage eines jüdischen Friedhofs und 1789 wurde ein jüdisches Gemeindehaus mit Rabbinerwohnung fertiggestellt. Die Gemeinde bewohnte zu dieser Zeit lediglich fünf Häuser. Zu Beginn des 19. Jahrhunderts erhielten die Fischacher Juden die Möglichkeit, zusätzliche Häuser zu erwerben. Die jüdische Gemeinde war mittlerweile deutlich angewachsen und in etwa so groß wie die katholische Gemeinde. Und auch im Gemeinderat waren nun Juden vertreten.
1847 wurde im Judenhof neben der Synagoge ein Schul- und Rabbinatsgebäude gebaut, die zwischen 1862 und 1939 als jüdische Elementarschule diente. Mit Aufhebung der Ortsbindung 1861 kam es in den darauffolgenden Jahren zur Abwanderung einiger Juden. Um die Jahrhundertwende wurde die ursprünglich gemischt geführte Freiwillige Feuerwehr in eine katholische und eine jüdische Wehr geteilt.
Nach dem Ersten Weltkrieg kam es bereits vereinzelt zu Anfeindungen gegenüber den Fischacher Juden. So wurde beispielsweise der jüdische Friedhof mehrmals geschändet. Aufgrund dieser Ereignisse verließ etwa ein Dittel der Fischacher Juden den Ort. Der völlige Niedergang der jüdischen Gemeinde in Fischach setzte schließlich in der Zeit des Nationalsozialismus ein. In der Reichspogromnacht von 1938 kam es auch in Fischach zu Überfällen auf Juden. Rund 40 Gemeindemitglieder wanderten bis 1939 aus. Die übrigen Fischacher Juden wurden 1942 mit dem Zug deportiert und in die Durchgangslager bei Piaski und Theresienstadt gebracht. Keiner dieser deportierten Menschen hat das Kriegsende erlebt.

## Gemeindemitglieder
Im Jahre 1743 zählte man in Fischach 561 Christen und 113 Juden. Die Zahl jüdischer Gemeindemitglieder stieg in den darauffolgenden Jahren stark an. 1808 machte der Anteil jüdischer Mitbürger mit 246 Personen sogar rund die Hälfte der Bevölkerung aus. Bis 1913 sank die Zahl der Juden dann wieder ab auf 170 Personen. Zur Zeit der Machtergreifung der Nationalsozialisten befanden sich 127 Juden in Fischach. Viele davon wanderten in der darauffolgenden Zeit aus. Zuletzt lebten bis zur Deportation 1942 noch 46 Juden im Ort.

## Verbleib und Gedenken
Neben dem jüdischen Friedhof sind auch einige Gebäude der jüdischen Gemeinde erhalten geblieben. Dazu zählen das Schul- und Rabbinatsgebäude und die Synagoge. Darüber hinaus gibt es noch Wohngebäude, die ehemals von Juden genutzt wurden.
Im Einmündungsbereich der Blumenstraße in die Hauptstraße bei der Thoma-Linde befindet sich seit 1999 ein Gedenkstein, der an die jüdischen Gemeindemitglieder erinnert.